# Òxid de cobalt(II)
L'òxid de cobalt(II) és un compost inorgànic que s'ha descrit com un sòlid de color verd oliva o gris. S'utilitza àmpliament a la indústria ceràmica com a additiu per crear esmalts i esmalts de color blau, així com a la indústria química per produir sals de cobalt(II). Un material relacionat és l'òxid de cobalt(II,III), un sòlid negre amb la fórmula Co3O4.
Els cristalls de CoO adopten l'estructura de la periclàsia (sal de roca) amb una constant de gelosia de 4,2615 Å. És antiferromagnètic per sota de 16 °C.
L'òxid de cobalt(II) es prepara per oxidació de pols de cobalt amb aire o per descomposició tèrmica del nitrat de cobalt(II) o el carbonat.
L'òxid de cobalt(II) s'ha utilitzat durant segles com a colorant a la ceràmica cuita al forn. L'additiu proporciona una ombra profunda de blau anomenat blau cobalt. La bretxa de banda (CoO) és d'uns 2,4 eV. També s'utilitza en vidre blau cobalt.